# Ala I Augusta Germaniciana
Die Ala I Augusta Germaniciana (deutsch 1. augusteische Ala des Germanicus) war eine römische Auxiliareinheit. Sie ist durch Militärdiplome und Inschriften belegt. In den Inschriften (AE 1914, 128, CIL 3, 6822) wird sie als Ala Augusta Germanica bezeichnet.

## Namensbestandteile
- Augusta: die Augusteische. Die Ehrenbezeichnung bezieht sich auf Augustus.

- Germaniciana: des Germanicus. Die Ehrenbezeichnung wurde vermutlich verliehen, als die Einheit um 18/19 n. Chr. Germanicus auf seiner Reise in den Osten des römischen Reiches begleitete.[1]

Da es keine Hinweise auf den Namenszusatz milliaria (1000 Mann) gibt, war die Einheit eine Ala quingenaria. Die Sollstärke der Ala lag bei 480 Mann, bestehend aus 16 Turmae mit jeweils 30 Reitern.

## Geschichte
Die Ala wurde vermutlich während der Regierungszeit von Augustus aufgestellt und war danach im Osten des römischen Reiches stationiert, wo sie erstmals durch die Inschrift (AE 1914, 128) um 54/68 n. Chr. in der Provinz Cappadocia et Cilicia belegt ist.
Durch ein Militärdiplom ist sie erstmals 94 in der Provinz Cappadocia nachgewiesen. In dem Diplom wird die Ala als Teil der Truppen aufgeführt (siehe Römische Streitkräfte in Cappadocia), die in der Provinz stationiert waren. Ein weiteres Diplom, das auf 99 datiert ist, belegt die Einheit in der Provinz Galatia et Cappadocia. Die Ala war aber nicht unter den Einheiten, die Arrian für seinen Feldzug gegen die Alanen (Ἔκταξις κατὰ Ἀλάνοον) um 135 mobilisierte.
Der letzte Nachweis der Einheit beruht auf der Inschrift (AE 1972, 592), die auf 161/180 datiert ist.

## Standorte
Standorte der Ala sind nicht bekannt.

## Angehörige der Ala
Folgende Angehörige der Ala sind bekannt:

### Kommandeure
| - L(ucius) Calpurnius Frugi, ein Präfekt (CIL 3, 6821, CIL 3, 6831) | - Μαρκος Σε[]προνιος Αλβανος, ein επαρχος |

### Sonstige
| - Ael(ius) Vict(or), ein Reiter (AE 1976, 666) - Aureli(us) Marcellinus, ein Reiter (AE 1976, 666) | - Dometus, ein Decurio (AE 1976, 666) |